# Pfitscher Joch
Pfitscher Joch – przełęcz na wysokości 2251 m n.p.m., położona w głównej grani Alp Centralnych. Leży na granicy austriacko-włoskiej, oddzielająca dwie główne grupy górskie Alp Zillertalskich: Zillertaler Hauptkamm – na południe od przełęczy i Tuxer Hauptkamm – na północ od przełęczy. Latem stanowi dogodne dla turystów połączenie między dolinami Zamser Grund i Zemmtal (główna odnoga doliny Zillertal – po stronie austriackiej) a położoną na południowym zachodzie doliną Pfitscher Tal po stronie włoskiej. Obydwie doliny leżą na terenie Tyrolu. Z doliny Pfitscher Tal prowadzi na przełęcz droga szutrowa (dostępna dla samochodów w okresie letnim), z doliny Zillertal – ścieżka turystyczna. Przełęcz jest dostępna dla rowerzystów górskich z obydwu stron. Na przełęczy znajduje się schronisko turystyczne Pfitscherjochhaus (2277 m n.p.m.) po stronie włoskiej.
Okolice przełęczy stanowią także cel wycieczek dla kolekcjonerów minerałów. Można tam znaleźć ładnie wykształcone kryształy granatów, amfiboli (hornblenda, aktynolit), biotytu oraz chlorytu. Prawo Tyrolu oraz przepisy tamtejszego parku – Zillertaler Hauptkamm Ruhe Gebiet – dopuszcza schodzenie ze szlaków i zbieranie okazów minerałów z użyciem młotka (nie wolno używać maszyn i ciężkiego sprzętu).

## Galeria

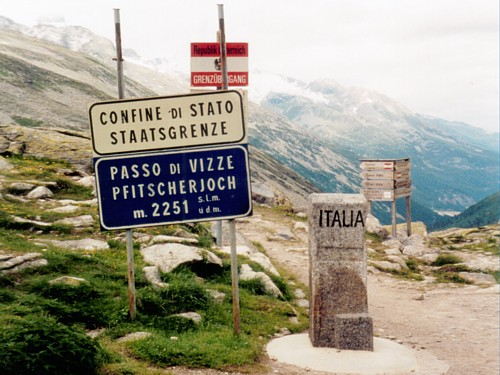
Znak na przełęczy
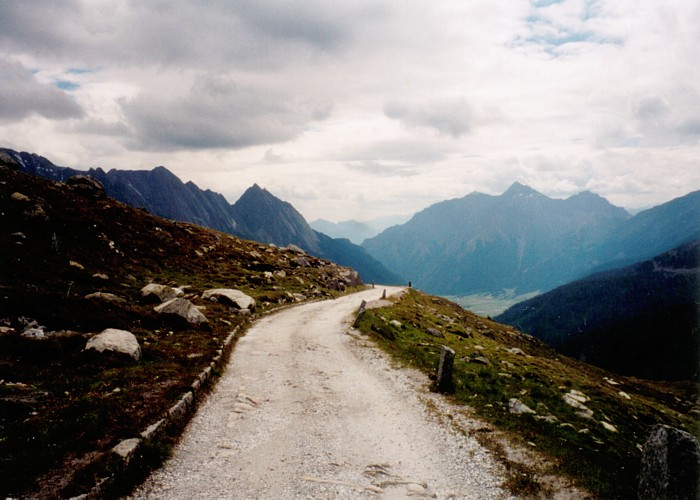
Droga na przełęcz